# Grażyna Brodzińska

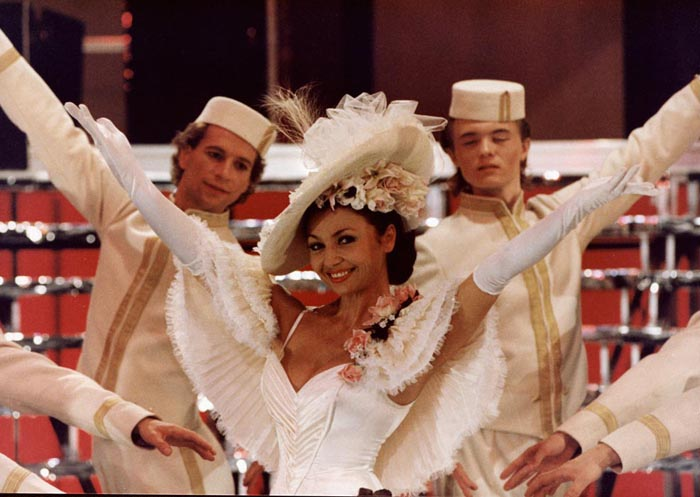
Grażyna Brodzińska na scenie

Grażyna Brodzińska, właśc. Grażyna Szymaszkiewicz (ur. 3 maja 1951 w Krakowie) – polska śpiewaczka operetkowa, musicalowa oraz operowa (sopran) i aktorka.
Nazywana „pierwszą damą polskiej operetki”. Śpiewa repertuar operetkowy, operowy, musicalowy i piosenki ze światowego repertuaru. Współpracuje z wieloma krajowymi orkiestrami filharmonicznymi i operowymi. Dokonała licznych nagrań telewizyjnych i radiowych.

## Życiorys
Jest córką śpiewaczki Ireny Brodzińskiej i reżysera Edmunda „Waydy” Szymaszkiewicza. Jej bratanicą jest Natalia Brodzińska, śpiewaczka i skrzypaczka.
Zadebiutowała na scenie w wieku 10 lat, grając małą Cygankę w Baronie cygańskiego Johanna Straussa w reż. Edmunda Szymaszkiewicza. Jest absolwentką II Liceum Ogólnokształcącego im. Mieszka I w Szczecinie. Po ukończeniu nauki w szkole baletowej trafiła do Studia Wokalno-Aktorskiego Danuty Baduszkowej w Gdyni. Śpiewu uczyła ją profesor Zofia Janukowicz-Pobłocka. Później w doskonaleniu wokalnego warsztatu przez dziesięć lat pomagali jej Urszula Trawińska-Moroz i Ryszard Karczykowski. Na scenie zadebiutowała w 1970 podczas studiów w Gdyni.
W latach 1969–1976 pracowała w Teatrze Muzycznym w Gdyni. W późniejszych latach śpiewała w Teatrze Muzycznym w Szczecinie. Była solistką Operetki Warszawskiej i Teatru Muzycznego Roma w Warszawie. W Teatrze Wielkim w Warszawie śpiewała gościnnie partię Adeli w Zemście nietoperza Straussa i partię Kasi w operze Kamieńskiego Nędza uszczęśliwiona. Brała udział w cyklu telewizyjnym Z batutą i humorem Macieja Niesiołowskiego. Regularnie występuje także jako gość na Festiwalu im. Jana Kiepury w Krynicy. Występuje również za granicą: w Kammeroper w Wiedniu śpiewała partię Eurydyki w operetce Offenbacha Orfeusz w piekle oraz partię Zerliny w operze Mozarta Don Giovanni. 
W 2000 odebrała statuetkę Ariona przyznawaną przez Sekcję Teatrów Muzycznych ZASP-u z okazji Dnia Artysty Śpiewaka. Od 2002 współpracuje m.in. z Gliwickim Teatrem Muzycznym. Nagrała trzy recitale telewizyjne. W 2006 otrzymała Złotą Myśl – nagrodę dla zasłużonych w dziedzinie kultury i nauki. W 2004 za wysoką sprzedaż albumu pt. Śpiewaj, kochaj odebrała certyfikat złotej płyty. W 2007 uhonorowana Srebrnym, a w 2015 Złotym Medalem „Zasłużony Kulturze Gloria Artis”. W 2019 dołączyła do obsady serialu Barwy szczęścia, grając pianistkę Arletę Banach. W sierpniu 2023 została uhonorowana przez fundację Orfeo „Złotą Muszką" – nagrodą im. Bogusława Kaczyńskiego.

## Życie prywatne
Żona aktora Damiana Damięckiego. Jest macochą aktora Grzegorza Damięckiego.

## Dyskografia
- 2008, Sway – Kołysz mnie, Grażyna Brodzińska, „Krakowska Młoda Fliharmonia” pod dyrekcją Tomasza Chmiela
- 2002, Śpiewaj, kochaj, Grażyna Brodzińska
- 1999, Najpiękniejsze kolędy, Grażyna Brodzińska, Bogusław Morka, Ryszard Morka
- 1998, Pardon Madame, Grażyna Brodzińska, Bogusław Morka, Maciej Niesiołowski i Orkiestra Sinfonietta Bydgoska
- 1997, Jestem zakochana – 12 najpiękniejszych arii operetkowych, Grażyna Brodzińska, Orkiestra Sinfonia Varsovia pod dyrekcją Macieja Niesiołowskiego